# Eton (Berkshire)
Eton es una ciudad de Inglaterra, en el condado de Berkshire, situado sobre la ribera izquierda del río Támesis, frente a la ciudad de Windsor, famosa por su castillo real. Las dos ciudades están separadas por el puente Windsor. Eton es famosa por su colegio, fundado en 1440 por el rey Enrique VI.